# 东北制药
东北制药集团股份有限公司 （深交所：000597）是中国深圳证券交易所的一家上市公司，总部位于辽宁省沈阳市铁西区昆明湖街8号，主营业务范围为医药制造业。
2011年，该公司主营业务收入为3882776533.36元，公司净利润为-391723281.91元，公司总资产为5872371701.45元。

## 相关事件

### 扑热息痛2元事件
2022年12月，有沈阳网友称该公司生产的扑热息痛2元20片，并未因2019冠状病毒病疫情涨价，引发关注。